# Zaus biunguiferus
Zaus biunguiferus är en kräftdjursart som beskrevs av Lang 1965. Zaus biunguiferus ingår i släktet Zaus och familjen Harpacticidae. Inga underarter finns listade i Catalogue of Life.